# Maarten van Veen
Maarten van Veen (13 april 1971) is Nederlands pianist en dirigent.

## Studie en dirigentschap
Van Veen studeerde af met een klassiek en een hedendaags pianorecital aan het Sweelinck Conservatorium te Amsterdam bij Ton Hartsuiker. Sindsdien is hij een van de vooraanstaande Nederlandse pianisten. Sinds 2003 is hij als dirigent bij diverse bijzondere projecten werkzaam. Zo dirigeerde hij de opera Der Hund van Rob Zuidam en nam hij muziek op van Robin de Raaff voor de film Megumi van Mirjam van Veelen en dirigeerde hij het DoelenEnsemble (Rotterdam) voor bijzondere projecten.
Naast zijn carrière als solopianist treedt hij regelmatig op als duo met diverse pianisten, waaronder Ralph van Raat en zijn broer Jeroen van Veen. Samen met laatstgenoemde is hij artistiek adviseur van The Dranoff International 2 Piano Foundation te Miami (USA), de enige competitie voor twee piano's ter wereld. In Nederland werkt hij sinds 2010 als artistiek leider en programmeur van het DoelenEnsemble, en was hij tot 2019 artistiek leider van het HortusEnsemble.

## Samenwerking Robert Craft
Samen met Robert Craft nam hij werk op van Igor Stravinsky in de Abbey Road Studios te Londen (2000 en 2003). Deze opnamen werden als de 'beste opnamen ooit' getypeerd in The New York Times. In overleg met Robert Craft maakten de broers Van Veen in 2008 een nieuwe opname van Le Sacre du printemps, waarin voor het eerst alle authentieke aantekeningen van Igor Stravinsky werden uitgevoerd.

## Authentieke muziekuitvoering en inspiratie
Maarten van Veen vindt de instrumenten uit 1820-1950 (o.a. Erard en Pleyel) een bron van inzicht in de pianistiek alsmede een verklaring voor vele compositietechnieken van de componisten die met deze instrumenten verbonden waren. De instrumenten bieden hem mogelijkheden om met deze inzichten die leiden tot een nieuwe taal, de vertelkunst van deze muziek te herscheppen en waar nodig te herzien.

### Concoursen en prijzen
- 1989 - Nationaal Steinway Concours 2de prijs
- 1995 - Murray Dranoff International Two piano Competition
- 1996 - Emmy Award (Verenigde Staten) voor documentaire Two Pianos one Passion
- 1996 - Concours international de Piano d'Orleans Prix Sacem: "kandidaat met de beste persoonlijke visie op hedendaagse muziek"

## Discografie
- 1988 - Works for 2 Pianos Pianoduo Van Veen
- 1996 - Taal als instrument suite96.01
- 2001 - Igor Stravinsky Les Noces (International Piano Quartet)
- 2003 - Igor Stravinsky Les Noces (International Piano Quartet)
- 2003 - Between Nightbar and Factory Werken van Robin de Raaff, Calliope Tsoupaki en Bart de Kemp (DoelenEnsemble)
- 2006 - Anna Backerra Works for Piano
- 2006 - Francis Poulenc Concerto for 2 Pianos (Maarten van Veen met medewerking van Ralph van Raat)
- 2007 - John Adams Complete Piano Music (Ralph van Raat met medewerking van Maarten van Veen)
- 2007 - Francis Poulenc Improvisations & Nocturnes
- 2008 - Magnus Lindberg Complete Piano Music, Ralph van Raat, waaronder Muziek voor twee piano's met Maarten van Veen
- 2008 - Arnold Schönberg Die Prinzessin Works by Arnold Schoenberg
- 2008 - Igor Stravinsky Le Sacre du printemps live-registratie (Pianoduo Van Veen)
- 2022 Nuït - Maya Fridman & Maarten van Veen

## Filmografie
- 1984 - European Reder Festival
- 2002 - Ayda (film van Kadir Selcuk & Karel Doing)
- 2006 - Gezellig (Franse docufilm over Nederlandse muziekleven)